# 魔术师列表
本表列出历代和当代職業魔術師。

## 职业魔術師

### 歷史上的著名魔術師
- 胡迪尼
- 朱連魁
- 程連蘇
- 高師父 （擁有水豚徒弟一隻）

### 當代職業魔術師

#### 歐美地區
- 大衛·考柏菲（David Copperfield）
- 大衛·布萊恩
- 戴倫·布朗（Derren Brown）
- 蘭斯·波頓（Lance Burton）
- 克里斯·安吉尔
- Michael Ammar
- Mirko Callaci
- Danny Cole：2004及2005年的「年度舞台魔術師」
- Jeff McBride（英语：Jeff McBride）：金氏世界紀錄射牌最快的人
- 潘恩与泰勒: 美國雙人魔術組合
- Cyril Takayama（英语：Cyril Takayama）（美籍日本裔）
- 林申（加拿大）

#### 亞洲
- 劉謙
- 博神羅賓
- 陳冠霖
- 粘立人
- 蔣昊
- 簡子
- 簡綸廷
- 陳日昇
- 陳慧蘭
- 李世峯
- 李昂軒
- 李冠志
- 趙正明
- 賴柏承
- 周代祥
- 周瑞祥
- 吳瑀騰
- 張正龍
- 林坤毅
- 劉行志
- 黃信凱
- 張煜晟
- 石田小白
- 彭品文
- 甄澤權
- 蔡威澤
- 胡凱倫
- 王亦豐
- 顏崇安 （页面存档备份，存于）

## 虛幻的魔術師

### 漫畫
- 瘋帽客
- 魔術快斗:怪盜基德
- 奇靈魔術師
- 雙面魔術師
- 西索
- 魔術師偵探A

### 電視劇
- 日劇圈套是一個以魔術為主題的電視劇，女主角山田奈緒子（仲間由紀惠飾）的職業是魔術師。
- 馬蓋先（MacGyver）影集中的賈大頓曾當過魔術師。
- 霹靂車中曾有一集的壞人是魔術師藍斯波噸Lance Burton。
- 日劇戀愛世紀中，上杉理子（松隆子）曾表演過魔術。
- 日剧古畑任三郎第2系列第8集“魔术师的选择”中山城新伍饰演的魔术师利用魔术手法进行杀人计划，松隆子饰演他的助手
- 由北京天中映畫文化藝術有限公司和星天娛文化發展有限公司斥資籌備的20集電視連續劇《魔術奇緣》，由蘇有朋、林心如、安七炫主演。
- 日劇冠軍大胃王中，身為大胃王的主角（草剪剛飾）第三回的對手是一個魔術師（石田壹成飾）。魔術師由於小時練習火焰魔術時燒傷舌頭、食道等消化器官，使其失去味覺，在劇情中以超辣咖哩和主角對決，最後以一盤之差輸給主角。

### 電影
- 《天使之城》：一名自稱「天使奇俠」的人在仁心醫院出沒，尋找一些因絕望而輕生、患絕症而感到生命無助的人，並用魔術和自身的慈愛與智慧帶給他們福音、喜樂和希望，不少垂危的病人因此奇蹟地康復過來。由關信輝導演，喬宏、姜中平、陳嘉輝等人主演。楊有志牧師擔任魔術顧問。
- 《頂尖對決》：一則神祕故事關於兩名不願服輸的魔術師長年彼此互爭高下，在妄想、詐欺及嫉妒心作祟下，兩人越賭越大終於玩出人命。
- 《魔幻至尊》：《The Illusionist》，2006年美国电影。尼尔·博格（Neil Burger）执导，爱德华·诺顿（Edward Norton）主演。身處在被表象蒙蔽的世界，魔術師與警探展開一場意志力的拉鋸戰，兩人企圖定義出現實與魔幻在世界上的分際…決戰的過程中，權力與腐敗、愛情與奉獻、冷靜與狂熱，甚至是生命與死亡的界線，也逐漸模糊。
- 《死亡魔術師》：一位世界偉大魔術逃脫大師胡迪尼的傳記，在神秘且驚奇的魔術舞台之下，究竟如何上演傳奇的一生，包括愛情與親情的影響，以及最後成為逃脫大師的心路歷程。
- 《大魔術師》：敘述發生在北洋軍閥一段刻骨銘心的亂世情緣與魔術對決。
- 《出神入化》：《Now You See Me》，2013年美國魔術犯罪懸疑电影。在全場觀眾屏息以待下，由亞特（傑西·艾森柏格飾演）領軍的「四騎士魔術團」正在賭城拉斯維加斯發表新魔術，不同於大衛考柏菲的大型魔術，或大衛布萊恩的街頭近身魔術，他的表演是結合iPhone、iPad等行動數位裝置的全新魔術。

### 小說
- 清代蒲松齡的《聊齋誌異》中曾記載《偷桃》這個故事，可能是當時真實的魔術表演。[1]
- Prestige（電影《頂尖對決》原著）
- The War Magician（《戰爭魔術師》，已由派拉蒙買下電影改編版權）
- 松岡圭祐《魔術師》